# اتحاد الكتاب السودانيين
تأسس اتحاد الكتاب السودانيين في الخرطوم عام 1985، يهدف إلى تعزز الحوار والبحث عن حلول للصراعات في السودان. ويؤكد على حرية التعبير داخل مجتمع متعدد الثقافات ويحاول الجمع بين الكتاب من مختلف المجموعات الثقافية. أول رئيس حتى عام 1986 كان علي المك.

## التاريخ
في عام 1989، بعد أربع سنوات من تأسيس الاتحاد، وقع انقلاب وحظر الاتحاد وطرد من المبنى التاريخي في الخرطوم. وتعرض أعضاؤه للاعتقال والتعذيب.
وبعد وقت قصير من توقيع اتفاقية السلام الشامل 2005/2006 تم إعادة إحياء الاتحاد مرة أخرى. وبعد ذلك بعام، في عام 2007، بلغ عدد النقابات 50 عضوًا مرة أخرى، في السودان وكذلك في المنفى.
في عام 2007 تم تكريم اتحاد الكتاب السودانيين بجائزة الأمير كلاوس من هولندا. قدمت لجنة التحكيم الجائزة في موضوع الثقافة والصراع وقيمت عمل النقابة بسبب «مزيج الفكر والنشاط، لتقديم منصة للتعبير الحر والتنوع الثقافي والعدالة الاجتماعية، ولاستخدامه الشجاع لسلاح الكلمة في مقاومة الاستبداد»